# Taumàtrop

El taumàtrop del gerro i les flors

El taumàtrop (del grec thauma, 'meravella', i tropos, 'gir') és una joguina òptica que aprofita l'efecte de la persistència de la visió o persistència retinal.
Es tracta d'un disc dibuixat per totes dues cares, amb dues parts complementàries d'una mateixa escena, al qual es lliguen dos fils de manera que en fer-lo girar ràpidament se superposen les imatges de cadascuna de les cares i es pot veure l'escena sencera. Si a una cara hi ha el dibuix d'un ocell i a l'altra el d'una gàbia, en fer anar la joguina veurem l'ocell dins la gàbia.
Va ser inventat entre 1820 i 1825, però la seva paternitat és discutida. Habitualment s'atribueix al metge anglès John Ayrton Paris, que el va utilitzar el 1824 al Royal College of Physicians londinenc per tal de demostrar el fenomen de la persistència retinal. Però s'hauria basat en les idees de l'astrònom John Herschel i del geòleg William Henry Fitton.
Es basa en un cercle dibuixat en un suport gràfic que rota per crear la il·lusió òptica imatge en moviment
Va ser una joguina molt popular a l'època victoriana. El seu inventor va exposar l'any 1827 les seves creences i la seva filosofia sobre l'aprenentatge en nens. Considerava que joguines com el Taumàtrop podien estimular l'interès per aprendre, ja que permetia combinar la diversió i la instrucció, i fer d'aquesta manera la tasca educativa més dinàmica.
Aquesta joguina va evolucionar i va acabar donant lloc a invents com el zoòtrop i el praxinoscopi.

## Invenció
Al 2008, l'artista i il·lustrador expert en la prehistòria Florent Rivère, fixant-se en dues plaques circulars d'os amb una imatge d'un herbívor en diferents postures en cadascuna d'elles conservat al museu de Laugerie-Basse, se li va ocórrer la teoria que aquestes eren una versió primerenca del taumàtrop, en tost de la hipòtesi popular que eren arracades o botons. Juntament amb el cineasta i doctor en prehistòria Marc Azéma, van fer una rèplica de les plaques, que van ser ajuntades com si fossin dues cares d'una moneda, i van passar un fil pel forat del centre; al girar-les ràpidament, es va donar la sensació que l'herbívor es movia, demostrant així la teoria del taumàtrop prehistòric. Així i tot, hi ha dubtes sobre si quan van construir aquest disc hi havia la intenció de fer un taumàtrop.
La invenció del taumàtrop se li sol acreditar a John Ayrton Paris, del qual es diu que va utilitzar un per a demostrar la persistència de la visió al Royal College of Physicians a Londres al 1824. Així i tot, al 1864 Charles Babbage va afirmar que el taumàtrop va ser inventat pel geòleg William Henry Fitton després que el mateix Babbage li va comentar que l'astrònom John Herschel li havia ensenyat dues cares d'un xíling a la vegada girant-lo ràpidament.

## Com funciona

Un taumàtrop semblant al primer disseny que va haver-hi, però amb un ratolí en comptes d'un ocell.

Un taumàtrop és un disc petit, aguantat per dos cordills lligats a cada un dels seus costats. Es dibuixa una imatge en cada una de les cares del disc i s'utilitza de tal manera que, quan es fa girar el disc, les dues imatges apareixen sobreposades. Per fer girar el disc, un dels cordills s'aguanta en una mà i es rota el disc per enrotllar el fil. Després, els dos cordills s'agafen i es deixa girar el disc lliurement. Estirar gentilment els fils assegurarà que es continuïn desenrotllant i enrotllant. Aquest moviment causa la rotació del disc, primer en una direcció i després en una altra. Com més ràpid giri el disc, més gran serà la claredat de la il·lusió.
Tot i que els taumàtrops no produeixen escenes animades, depenen del mateix principi de la persistència de visió que altres joguines òptiques per crear il·lusions de moviment. La persistència de la visió és l'habilitat que té l'ull de retenir una imatge per aproximadament 1/20 segons després que hagi desaparegut. En aquest cas en concret, l'ull continua veient les dues imatges en qualsevol dels costats del taumàtrop poc després que cada una hagi desaparegut. A mesura que el taumàtrop gira, la sèrie de flaixos ràpids són interpretats per l'ull com una sola imatge continua.
Un exemple de taumàtrop té un arbre amb les branques pelades en un costat i a l'altre hi té les fules. Quan es gira, l'arbre sembla que tingui totes les fulles. Un altre exemple és un ocell en una banda i una gàbia a l'altre. Quan es fa rotar el disc, l'ocell apareix atrapat a la gàbia. Aquest exemple de l'ocell i la gàbia va ser utilitzat en el primer taumàtrop i és la imatge més utilitzada i vista en aquest tipus de joguina òptica avui en dia.

## Com fer un taumàtrop
Crear un taumàtrop és molt senzill, ja que no requereix una elaboració molt complicada ni materials costosos de trobar. Només cal cartolina, tisores, llapis de colors, una agulla i un fil.
En primer lloc, s'ha de fer un cercle a la cartolina, a poder ser un cercle perfecte, i retallar-lo. A continuació, entrarà en joc la part artística. S'han de fer els dibuixos, un a cada cara de la cartolina. No obstant això, els dibuixos no poden ser qualssevol. Han de poder-se fusionar i tenir una certa coherència, com John Ayrton va fer amb l'ocell i la gàbia. Un cop hàgim acabat, farem dos forats ambdós laterals de la cartolina, passarem el fil i farem els nusos.

## Producció comercial
El primer taumàtrop comercial va ser registrat a Stationers' Hall el 2 d'abril de 1825 i publicat per W. Philips a Londres com The Thaumatrope, venut en caixes de 12 o 18 discs. Incloïa un full amb lemes o endevinalles per a cada disc, sovint amb significat polític. Paris era considerat com l'autor, però no es mencionava en el producte o en l'empaquetatge i més tard va reclamar en una carta a Michael Faraday "Vaig ser induït per primera vegada, a desig del meu difunt amic W. Phillips. (...) Afegeixo també que mai l'hi vaig posar el meu nom".
L'elevat preu d'un set (set xílings per 12 discs o mitja guinea per 18) va ser criticat, mitja guinea era més o menys el sou d'una setmana per un treballador mitjà. També va ser defensat: el seu inventor havia de poder guanyar alguna cosa del seu invent mentre fos nou, abans que fos copiat com va passar amb el calidoscopi. París va indicar finalment que va guanyar £150 de les vendes al Regne Unit.
Com s'esperava, les còpies pirates aviat van ser comunes i molt més barates. Per exemple, el "Thaumatropical Amusement" estava disponible en caixes de sis discs per un xíling.
Tot i que la joguina es va fer molt popular, les còpies originals són molt poc comunes; només un set produït per W. Phillips se sap que forma part de la col·lecció de Richard Balzer i un sol disc està al Cinematheque Française.

## Taumàtrops en la cultura popular
El llibre de 1827, Philosophy in Sport made Science in Earnest, being an attempt to illustrate the first principles of natural philosophy by the aid of popular toys and sports (sent un intent d'il·lustrar els primers principis de la filosofia natural mitjançant l'ajuda de joguines i esports populars), incloïa el taumàtrop i advertia contra còpies inferiors. El capítol es va il·lustrar amb un dibuix de George Cruikshank, que representava un home que demostrava el taumàtrop a una nena i un nen. Es va publicar per primera vegada anònimament, però les edicions pòstumes van ser acreditades a John Ayrton Paris.
En la pel·lícula Tim Burton de 1999, Sleepy Hollow, Johnny Depp ensenya un taumàtrop d'aus i gàbies.
En la pel·lícula Christopher Nolan The Prestige (2006), el personatge de Michael Caine utilitza repetidament un taumàtrop com una forma d'explicar la persistència de la visió.
En la pel·lícula de 2011, Hugo, de Martin Scorsese, l'escena final comença enmig d'una conversa sobre precursors cinematogràfics, incloent-hi el taumàtrop.
En el videojoc de 2013, "BioShock Infinite", l'ocell i la gàbia taumàtrops s'utilitzen diverses vegades.
En la pel·lícula de 2022 The Wonder, un taumàtrop apareix amb freqüència.
En la pel·lícula del 2023 Gaslight, s'utilitza un taumàtrop.
En la segona temporada de 2024 de la sèrie Arcane, un traumàtrop apareix diverses vegades.